# Мозамбик на Светском првенству у атлетици на отвореном 2011.
Мозамбик је учествовао на 13. Светском првенству у атлетици на отвореном 2011. одржаном у Тегу од 27-4. септембра. Репрезентацију Мозамбика представљала су 2 такмичара (1 мушкарац и 1 жене) који су се такмочили у две дисциплине (1 мушка и 1 женска). , 
На овом првенству Мозамбик није освојио ниједну медаљу. Није било нових националних, личних и рекорда сезоне.

## Учесници
| Мушкарци: - Курт Коуто — 400 м препоне | Жене: - Анетерика Куиве — 100 м |  |

## Резултати

### Мушкарци
| Атлетичар  | Дисциплина    | Лични рекорд | Група    | Група      | Полуфинале           | Полуфинале           | Финале               | Финале  | Детаљи |
| Атлетичар  | Дисциплина    | Лични рекорд | Резултат | Место      | Резултат             | Место                | Резултат             | Место   | Детаљи |
| ---------- | ------------- | ------------ | -------- | ---------- | -------------------- | -------------------- | -------------------- | ------- | ------ |
| Курт Коуто | 400 м препоне | 49,12 НР     | 49,86    | 5. у гр. 5 | Није се квалификовао | Није се квалификовао | Није се квалификовао | 23 / 34 |        |

### Жене
| Атлетичарка     | Дисциплина | Лични рекорд | Квалификације | Квалификације | Група    | Група      | Полуфинале            | Полуфинале            | Финале                | Финале       | Детаљи |
| Атлетичарка     | Дисциплина | Лични рекорд | Резултат      | Место         | Резултат | Место      | Резултат              | Место                 | Резултат              | Место        | Детаљи |
| --------------- | ---------- | ------------ | ------------- | ------------- | -------- | ---------- | --------------------- | --------------------- | --------------------- | ------------ | ------ |
| Анетерика Куиве | 100 м      | 12,08        | 12,31         | 2. у гр. 5 КВ | 12,40    | 7. у гр. 4 | Није се квалификовала | Није се квалификовала | Није се квалификовала | 49 / 71 (73) |        |